# Nekrolog 3. Quartal 1997
Nekrolog
◄◄
| ◄
| 1993
| 1994
| 1995
| 1996
| 1997 | 1998 | 1999 | 2000 | 2001 | ► | ►►
1. Quartal |
2. Quartal |
3. Quartal |
4. Quartal 1997
Weitere Ereignisse | Allgemeiner Nekrolog 1997
Die Beschreibung der verstorbenen Person sollte so kurz wie möglich gehalten sein und nur deren signifikante Tätigkeit(en) enthalten.
Neue Namen ggf. auch unter dem Geburts- und Sterbedatum, also etwa unter 1. Januar und im Geburts- und Sterbejahr (2024) eintragen (nur bei entsprechender großer Wichtigkeit). Für Beispiele siehe die schon vorhandenen Artikel.
Außerdem über die fünf zuletzt Verstorbenen, zu denen es einen ausreichend guten Artikel für eine Präsentation auf der Hauptseite gibt, nach der todesbedingten Überarbeitung der Artikel ggf. auch unter Wikipedia Diskussion:Hauptseite informieren und sie am besten auch in den anderen Wikipedia-Sprachversionen eintragen. Tipp: Regelmäßig bei news.google.de nach „ist tot“, „gestorben“ oder „verstorben“ suchen.
Wenn eine Person gestorben ist, gibt es viele Seiten zu dieser Person in der Wikipedia, die davon auch betroffen sind und entsprechend aktualisiert werden müssen. Beispiele: Namenübersichtsseite, Geburtsjahr, Geburtsort-Seiten und viele mehr.
Wie finde ich die betroffenen Seiten?
Im Suchfeld auf der linken Seite gibt man den Suchbegriff so ein: „Vorname Nachname“. Dann klickt man auf Volltext und alle Seiten mit entsprechendem Suchtext werden aufgerufen. Hier sieht man dann schnell, wo auch das Todesjahr Sinn macht oder sogar ein Teil des Artikels angepasst werden muss. Auch hilft das „Werkzeug“ auf der linken Seite sehr gut, um solche Seiten aufzufinden: „Links auf diese Seite“. Somit ist die Wikipedia wieder aktuell in allen Bereichen! Hinweis: bei Eintragung der Kategorie „Gestorben JAHR“ wird der Missbrauchsfilter 49 ausgelöst, was jedoch nicht schlimm ist. Siehe: Spezial:Missbrauchsfilter/49
Dies ist eine Liste von im dritten Quartal 1997 verstorbenen bekannten Persönlichkeiten. Die Einträge erfolgen innerhalb der einzelnen Daten alphabetisch sortiert. Tiere sind im Nekrolog für Tiere zu finden.

## Juli
| Tag      | Name                                           | Beruf, bekannt als                                                                                              | Alter | Beleg |
| -------- | ---------------------------------------------- | --- | ----- | ----- |
| 1. Juli  | Ludwig Detsinyi                                | ungarisch-australischer Schriftsteller und Journalist                                                           | 81    |       |
| 1. Juli  | Annie Fratellini                               | französische Zirkuskünstlerin, Musikerin und Filmschauspielerin                                                 | 64    |       |
| 1. Juli  | Mary Texas Hurt Garner                         | US-amerikanische Politikerin                                                                                    | 68    |       |
| 1. Juli  | Joshua Abraham Hassan                          | gibraltischer Politiker                                                                                         | 81    |       |
| 1. Juli  | David Lerner                                   | US-amerikanischer Lyriker, Verleger und Journalist                                                              | 45    |       |
| 1. Juli  | Robert Mitchum                                 | US-amerikanischer Schauspieler                                                                                  | 79    |       |
| 1. Juli  | Mohammad Ali Mojtahedi                         | iranischer Universitätsprofessor                                                                                | 88    |       |
| 1. Juli  | Herbert Rehbein                                | deutscher Dressurreiter und Reitlehrer                                                                          | 50    |       |
| 1. Juli  | Johannes Riede                                 | deutscher Theologe und Geistlicher und Rektor der PH Schwäbisch Gmünd                                           | 81    |       |
| 1. Juli  | Christa Rühl                                   | deutsche Tischtennisspielerin                                                                                   |       |       |
| 1. Juli  | Georg Friedrich Saalborn                       | deutscher Formgestalter und Hochschullehrer                                                                     | 72    |       |
| 1. Juli  | Gerd Wiltfang                                  | deutscher Springreiter                                                                                          | 51    |       |
| 2. Juli  | Stan Barker                                    | britischer Jazzpianist                                                                                          | 71    |       |
| 2. Juli  | Suze Boschma-Berkhout                          | niederländische Bildhauerin                                                                                     | 75    |       |
| 2. Juli  | Blalla W. Hallmann                             | deutscher Maler und Grafiker                                                                                    | 56    |       |
| 2. Juli  | Konstantin Josef Lüers                         | deutscher Ordensgeistlicher, römisch-katholischer Bischof von Penedo                                            | 81    |       |
| 2. Juli  | Hermann Priebe                                 | deutscher Agrarwissenschaftler, Hochschullehrer und Autor                                                       | 90    |       |
| 2. Juli  | Bill Sheppard                                  | US-amerikanischer Musikproduzent                                                                                | 75    |       |
| 2. Juli  | James Stewart                                  | US-amerikanischer Schauspieler                                                                                  | 89    |       |
| 3. Juli  | Johnny Copeland                                | US-amerikanischer Bluesmusiker                                                                                  | 60    |       |
| 3. Juli  | Raissa Demenizkaja                             | sowjetische bzw. russische Geologin und Geophysikerin                                                           | 85    |       |
| 3. Juli  | Dieter Frankenberger                           | deutscher Wirtschaftsingenieur und Hochschullehrer                                                              | 64    |       |
| 3. Juli  | Alfred Schwingenstein                          | deutscher Jurist                                                                                                | 77    |       |
| 3. Juli  | Stanley Stanczyk                               | US-amerikanischer Gewichtheber                                                                                  | 72    |       |
| 4. Juli  | Bengt Danielsson                               | schwedischer Anthropologe, Direktor des schwedischen Nationalmuseums für Ethnologie                             | 75    |       |
| 4. Juli  | Amado Carrillo Fuentes                         | mexikanischer Krimineller                                                                                       | 40    |       |
| 4. Juli  | Eddie Smith                                    | australischer Radrennfahrer                                                                                     | 70    |       |
| 4. Juli  | John Zachary Young                             | britischer Zoologe, Anatom und Neurobiologe                                                                     | 90    |       |
| 5. Juli  | Antonina Botschkarjowa                         | sowjetische bzw. russische Augenärztin und Hochschullehrerin                                                    | 73    |       |
| 5. Juli  | Miguel Najdorf                                 | polnisch-argentinischer Schachgroßmeister                                                                       | 87    |       |
| 5. Juli  | Josef Rust                                     | deutscher Jurist, politischer Beamter und Staatssekretär (CDU)                                                  | 89    |       |
| 6. Juli  | Gabriel Asaad                                  | schwedischer Komponist und Musiker                                                                              | 90    |       |
| 6. Juli  | Dorothy Buffum Chandler                        | US-amerikanische Kunstmäzenin und Sammlerin                                                                     | 96    |       |
| 6. Juli  | Waldemar Christiansen                          | deutscher Politiker (FDP), MdHB                                                                                 | 76    |       |
| 6. Juli  | Bertil Löfberg                                 | schwedischer Politiker (SAP), Staatssekretär, Minister                                                          | 73    |       |
| 6. Juli  | Maria Zittrauer                                | österreichische Schriftstellerin und Lyrikerin sowie erste Preisträgerin des Georg-Trakl-Preises für Lyrik      | 84    |       |
| 7. Juli  | Luis Aguirre Pinto                             | chilenischer Komponist                                                                                          | 89    |       |
| 7. Juli  | Rudolph Berlinger                              | deutscher Philosoph                                                                                             | 89    |       |
| 7. Juli  | Mate Boban                                     | bosnisch-herzegowinisch Politiker, Präsident der Republik Herceg-Bosna                                          | 57    |       |
| 7. Juli  | Henry E. Howell                                | US-amerikanischer Politiker                                                                                     | 76    |       |
| 7. Juli  | Heino Jaeger                                   | deutscher Maler, Graphiker und Satiriker                                                                        | 59    |       |
| 7. Juli  | Kar de Mumma                                   | schwedischer Schriftsteller, Revue-Verfasser und Glossenschreiber                                               | 92    |       |
| 7. Juli  | Gerhart Nebinger                               | deutscher Archivar und Genealoge                                                                                | 85    |       |
| 7. Juli  | Rudolf Rometsch                                | Schweizer Chemiker                                                                                              | 79    |       |
| 7. Juli  | Bruno P. Zehnder                               | Schweizer Tierfotograf                                                                                          | 51    |       |
| 8. Juli  | Sjaak Alberts                                  | niederländischer Fußballspieler                                                                                 | 71    |       |
| 8. Juli  | Dick van Dijk                                  | niederländischer Fußballspieler                                                                                 | 51    |       |
| 8. Juli  | Henryk Stamatello                              | polnischer Bauingenieur                                                                                         | 95    |       |
| 8. Juli  | Tony Thomas                                    | britisch-US-amerikanischer Filmhistoriker, Fernseh- und Musikproduzent                                          | 69    |       |
| 9. Juli  | Fritz Bauer                                    | deutscher Sportfunktionär                                                                                       | 87    |       |
| 9. Juli  | Erich Demmin                                   | deutscher Landschaftsmaler, Grafiker und Restaurator                                                            | 85    |       |
| 9. Juli  | Aurelio González                               | paraguayischer Fußballspieler                                                                                   | 91    |       |
| 9. Juli  | Rolf Haase                                     | deutscher Physikochemiker sowie Hochschullehrer                                                                 | 78    |       |
| 9. Juli  | Marianne Schönauer                             | österreichische Schauspielerin                                                                                  | 77    |       |
| 9. Juli  | Max Spörl                                      | deutscher Unternehmer und Politiker (CSU), MdB                                                                  | 88    |       |
| 9. Juli  | Adam Wandruszka                                | österreichischer Historiker und Journalist                                                                      | 82    |       |
| 10. Juli | Ivor Allchurch                                 | walisischer Fußballspieler                                                                                      | 67    |       |
| 10. Juli | Chetan Anand                                   | indischer Filmregisseur und -produzent                                                                          | 82    |       |
| 10. Juli | Peter Coryllis                                 | deutscher Schriftsteller                                                                                        | 87    |       |
| 10. Juli | José Costa Campos                              | brasilianischer Geistlicher, Bischof von Divinópolis                                                            | 78    |       |
| 10. Juli | Erwin Seeler                                   | deutscher Fußballspieler                                                                                        | 87    |       |
| 10. Juli | Carlos Sosa Rodríguez                          | venezolanischer Politiker und Diplomat                                                                          | 85    |       |
| 11. Juli | Fred Beavis                                    | kanadischer Politiker, Bürgermeister von Toronto                                                                | 82    |       |
| 11. Juli | Carl Dolmetsch                                 | englischer Musiker                                                                                              | 85    |       |
| 11. Juli | Fred Teschler                                  | deutscher Opernsänger (Bass)                                                                                    | 70    |       |
| 12. Juli | Alfred Borel                                   | Schweizer Politiker (FDP)                                                                                       | 94    |       |
| 12. Juli | François Furet                                 | französischer Historiker                                                                                        | 70    |       |
| 12. Juli | Gunnar Hasselblatt                             | deutscher Theologe                                                                                              | 68    |       |
| 12. Juli | Werner Holle                                   | deutscher Politiker (NSDAP)                                                                                     | 97    |       |
| 12. Juli | Douglas Huebler                                | US-amerikanischer Konzeptkünstler                                                                               | 72    |       |
| 12. Juli | Günther Neske                                  | deutscher Verleger                                                                                              | 83    |       |
| 12. Juli | Ernst Riedelbauch                              | deutscher Motorradrennfahrer                                                                                    | 75    |       |
| 12. Juli | Raimund Weissensteiner                         | österreichischer Priester und Komponist                                                                         | 91    |       |
| 12. Juli | Miroslav Wiecek                                | tschechischer Fußballspieler                                                                                    | 65    |       |
| 13. Juli | Alexandra Dionissijewna Danilowa               | russisch-US-amerikanische Balletttänzerin und Choreografin                                                      | 93    |       |
| 13. Juli | Jekaterina Illarionowna Kalintschuk            | sowjetische Turnerin                                                                                            | 74    |       |
| 13. Juli | Wilhelm Meyer-Buer                             | deutscher Politiker (KPD), MdBB                                                                                 | 86    |       |
| 13. Juli | Edi Rada                                       | österreichischer Eiskunstläufer                                                                                 | 74    |       |
| 13. Juli | Alf Tveten                                     | norwegischer Segler                                                                                             | 84    |       |
| 13. Juli | Erich Vogler                                   | österreichischer Arzt, Radiologe, Hochschullehrer und Sportler                                                  | 77    |       |
| 14. Juli | Garfield Barwick                               | australischer Politiker und Außenminister                                                                       | 94    |       |
| 14. Juli | Joseph F. Holt                                 | US-amerikanischer Politiker                                                                                     | 73    |       |
| 14. Juli | Isaac Nicola                                   | kubanischer Gitarrist und Musikpädagoge                                                                         | 81    |       |
| 14. Juli | Jesús Serrano Pastor                           | spanischer Geistlicher und Apostolischer Vikar von Darién                                                       | 95    |       |
| 15. Juli | Alan Charig                                    | britischer Paläontologe                                                                                         | 70    |       |
| 15. Juli | Jean Dannet                                    | französischer Maler, Chansonnier und Komiker                                                                    | 85    |       |
| 15. Juli | Heinrich Karl Erben                            | deutscher Paläontologe                                                                                          | 76    |       |
| 15. Juli | Peter Girth                                    | deutscher Intendant und Kulturmanager                                                                           | 55    |       |
| 15. Juli | Stanley R. Lee                                 | US-amerikanischer Werbetexter und Schriftsteller                                                                | 68    |       |
| 15. Juli | Stefan Marinow                                 | bulgarischer Physiker                                                                                           |       |       |
| 15. Juli | Luise Niedermaier                              | deutsche Malerin                                                                                                | 89    |       |
| 15. Juli | Hans Robert Roemer                             | deutscher Islamwissenschaftler                                                                                  | 82    |       |
| 15. Juli | Gianni Versace                                 | italienischer Modeschöpfer                                                                                      | 50    |       |
| 15. Juli | Antonia Viehböck                               | österreichische Gerechte unter den Völkern                                                                      | 93    |       |
| 15. Juli | Otmar Werner                                   | deutscher Germanist und Skandinavist                                                                            | 64    |       |
| 16. Juli | Ron Berry                                      | walisischer Schriftsteller                                                                                      | 77    |       |
| 16. Juli | Dora Maar                                      | französische Fotografin, Malerin und Muse Pablo Picassos                                                        | 89    |       |
| 16. Juli | Ernst Neuhauser                                | oberösterreichischer Politiker (SPÖ), Abgeordneter zum Nationalrat                                              | 68    |       |
| 16. Juli | William H. Reynolds                            | US-amerikanischer Filmeditor                                                                                    | 87    |       |
| 16. Juli | Fritz Rühs                                     | deutscher Mathematiker                                                                                          | 76    |       |
| 17. Juli | Bianco Bianchi                                 | italienischer Radrennfahrer                                                                                     | 80    |       |
| 17. Juli | Hermann Derschmidt                             | österreichischer Volksmusikforscher                                                                             | 93    |       |
| 17. Juli | René-Jean Dupuy                                | französischer Jurist                                                                                            | 79    |       |
| 17. Juli | Hugo Gunckel Lüer                              | chilenischer Botaniker und Pharmazeut                                                                           | 95    |       |
| 17. Juli | Herta Leng                                     | österreichisch-amerikanisch Physikerin                                                                          | 94    |       |
| 17. Juli | Gene Warren                                    | US-amerikanischer Spezialeffektkünstler, Kurzfilmregisseur und -produzent sowie Filmfirmenmanager               | 80    |       |
| 17. Juli | Robert C. Weaver                               | US-amerikanischer Politiker und Hochschullehrer                                                                 | 89    |       |
| 18. Juli | James Goldsmith                                | britisch-französischer Milliardär                                                                               | 64    |       |
| 18. Juli | Karl Heß                                       | deutscher Landrat                                                                                               | 85    |       |
| 18. Juli | Angelo Polledri                                | italienischer Ruderer                                                                                           | 93    |       |
| 18. Juli | Eugene Shoemaker                               | US-amerikanischer Astronom und Geologe                                                                          | 69    |       |
| 18. Juli | Gregorio Weber                                 | argentinisch-US-amerikanischer Biochemiker                                                                      | 81    |       |
| 19. Juli | John Elbridge Hines                            | US-amerikanischer Geistlicher, Oberhaupt der Episcopal Church in the USA                                        | 86    |       |
| 19. Juli | Tadeusz Kowalczyk                              | polnischer Politiker, Mitglied des Sejm                                                                         | 45    |       |
| 19. Juli | Herbert Lang                                   | deutscher Chirurg                                                                                               | 85    |       |
| 19. Juli | Guerino Dominique Picchi                       | italienischer Apostolischer Vikar des Apostolischen Vikariats von Aleppo in Syrien                              | 81    |       |
| 19. Juli | Maurice Roche                                  | französischer Schriftsteller und Komponist                                                                      | 72    |       |
| 20. Juli | Günter Blum                                    | deutscher Fotograf und Designer                                                                                 | 48    |       |
| 20. Juli | Lino Del Fra                                   | italienischer Dokumentarfilmer und Filmregisseur                                                                | 68    |       |
| 20. Juli | Günther Flindt                                 | deutscher Jurist und Ministerialbeamter                                                                         | 87    |       |
| 20. Juli | Rolf Franke                                    | deutscher Unternehmer und Politiker (SPD), MdL, MdBB                                                            | 77    |       |
| 20. Juli | Eduardo Ernesto Fuentes Duarte                 | guatemaltekischer römisch-katholischer Geistlicher                                                              | 55    |       |
| 20. Juli | Erich Gaenschalz                               | deutscher Historiker und Journalist                                                                             | 91    |       |
| 20. Juli | Manfred Geist                                  | deutscher Journalist                                                                                            | 57    |       |
| 20. Juli | Drummond Hoyle Matthews                        | britischer Meeres-Geologe und Geophysiker                                                                       | 66    |       |
| 20. Juli | Eric Milner                                    | kanadischer Mathematiker                                                                                        | 69    |       |
| 20. Juli | Arshi Pipa                                     | albanischer Autor                                                                                               |       |       |
| 20. Juli | Linda Stirling                                 | US-amerikanische Schauspielerin, Showgirl und Model                                                             | 75    |       |
| 21. Juli | Dungkar Lobsang Thrinle                        | tibetischer Historiker, Buddhismusforscher und Geistlicher der Gelug-Schule, 8. Dungkar Rinpoche (chin. Dong... |       |       |
| 21. Juli | Robert Elmecker                                | österreichischer Lehrer und Politiker (SPÖ), Abgeordneter zum Nationalrat                                       | 54    |       |
| 21. Juli | Johannes Kerstan                               | deutscher Mathematiker                                                                                          | 70    |       |
| 21. Juli | Christian Leibing                              | deutscher Landwirt und Politiker (CDU), MdL, MdB                                                                | 91    |       |
| 21. Juli | Ernst Majonica                                 | deutscher Politiker (CDU), MdB, MdEP                                                                            | 76    |       |
| 21. Juli | Rudolf Thierfelder                             | deutscher Botschafter                                                                                           | 91    |       |
| 22. Juli | C. E. Feiling                                  | argentinischer Schriftsteller                                                                                   | 36    |       |
| 22. Juli | Kevin Howley                                   | englischer Fußballschiedsrichter                                                                                | 73    |       |
| 22. Juli | Josef Veleba                                   | österreichischer Hornist                                                                                        | 82    |       |
| 23. Juli | Walter Behrendt                                | deutscher Politiker (SPD), MdB, MdEP und Präsident des Europaparlaments                                         | 82    |       |
| 23. Juli | Andrew Phillip Cunanan                         | US-amerikanischer Serienmörder                                                                                  | 27    |       |
| 23. Juli | Reinhold Limberg                               | deutscher Lehrer, Komponist und Dichter                                                                         | 69    |       |
| 23. Juli | Nambu Chūhei                                   | japanischer Leichtathlet und Olympiasieger                                                                      | 93    |       |
| 23. Juli | David Warbeck                                  | neuseeländischer Schauspieler und Model                                                                         | 55    |       |
| 24. Juli | William Joseph Brennan                         | US-amerikanischer Jurist, Richter am Obersten Gerichtshof                                                       | 91    |       |
| 24. Juli | Édward Gardère                                 | französischer Fechter und Olympiasieger                                                                         | 88    |       |
| 24. Juli | Karl Gatzweiler                                | deutscher Kommunalpolitiker (CDU) und Bürgermeister                                                             | 76    |       |
| 24. Juli | Brian Glover                                   | britischer Schauspieler, Drehbuchautor und Wrestler                                                             | 63    |       |
| 24. Juli | László Görög                                   | US-amerikanischer Drehbuchautor                                                                                 | 93    |       |
| 24. Juli | Frank Parker                                   | US-amerikanischer Tennisspieler                                                                                 | 81    |       |
| 24. Juli | Saw Maung                                      | myanmarischer Politiker, Ministerpräsident von Myanmar                                                          | 69    |       |
| 24. Juli | Emmanuel von Severus                           | langjähriger Mönch der Benediktinerabtei Maria Laach                                                            | 88    |       |
| 24. Juli | Wladimir Maximowitsch Tutschkewitsch           | russischer Physiker und Hochschullehrer                                                                         | 92    |       |
| 25. Juli | Natallja Arsennewa                             | belarussische Lyrikerin, Dramatikerin und Übersetzerin                                                          | 93    |       |
| 25. Juli | Irmtraut Hieblinger                            | österreichische Dichterin                                                                                       | 69    |       |
| 25. Juli | Ben Hogan                                      | US-amerikanischer Golfspieler                                                                                   | 84    |       |
| 25. Juli | Doreen Ingrams                                 | britische Jemenforscherin, Autorin, Herausgeberin und Schauspielerin                                            | 91    |       |
| 25. Juli | Heinz Kohnen                                   | deutscher Geophysiker und Polarforscher                                                                         | 59    |       |
| 25. Juli | Eitel Friedrich Schilling von Cannstatt        | deutscher Verleger, Gründer und erster Lizenzträger des Mannheimer Morgen                                       | 93    |       |
| 26. Juli | Gottfried Baumgärtel                           | deutscher Jurist und Hochschullehrer                                                                            | 76    |       |
| 26. Juli | Kodaira Kunihiko                               | japanischer Mathematiker und Hochschullehrer                                                                    | 82    |       |
| 26. Juli | Pit Ludwig                                     | deutscher Fotograf, Werbegrafiker und Kulturschaffender                                                         | 81    |       |
| 26. Juli | Jaime Milans del Bosch                         | spanischer Generalleutnant                                                                                      | 82    |       |
| 26. Juli | Karsten Rotte                                  | deutscher Mediziner                                                                                             | 67    |       |
| 26. Juli | Denis Smallwood                                | britischer Offizier der Luftstreitkräfte des Vereinigten Königreichs                                            | 78    |       |
| 27. Juli | Gerhard Baumgärtel                             | deutscher Politiker (CDU), MdV, Oberbürgermeister von Weimar und Minister der DDR                               | 65    |       |
| 28. Juli | Rosalie Crutchley                              | britische Schauspielerin                                                                                        | 77    |       |
| 27. Juli | André Giraud                                   | französischer Politiker und Funktionär                                                                          | 72    |       |
| 27. Juli | James Goold, Baron Goold                       | britischer Geschäftsmann und Politiker, Life Peer                                                               | 63    |       |
| 27. Juli | Raymond Allen Jackson                          | britischer Karikaturist                                                                                         | 70    |       |
| 27. Juli | Heinrich Liebe                                 | deutscher Marineoffizier sowie U-Bootskommandant im Zweiten Weltkrieg                                           | 89    |       |
| 28. Juli | Jochen Klein                                   | deutscher Maler                                                                                                 |       |       |
| 28. Juli | Edgar Lehmann                                  | deutscher Kunsthistoriker                                                                                       | 87    |       |
| 28. Juli | Eije Mossberg                                  | schwedischer Politiker (SAP) und Wirtschaftsmanager                                                             | 89    |       |
| 28. Juli | Seni Pramoj                                    | thailändischer Politiker                                                                                        | 92    |       |
| 28. Juli | Andrzej Sulimski                               | polnischer Paläontologe                                                                                         | 70    |       |
| 29. Juli | Jack Archer                                    | englischer Sprinter                                                                                             | 75    |       |
| 29. Juli | Shinsaku Himeda                                | japanischer Kameramann                                                                                          | 80    |       |
| 29. Juli | Kurt Pint                                      | österreichischer Politiker und Jurist                                                                           | 55    |       |
| 29. Juli | Edith Volkmann                                 | deutsche Schauspielerin                                                                                         | 76    |       |
| 29. Juli | Chuck Wayne                                    | US-amerikanischer Jazz-Gitarrist                                                                                | 74    |       |
| 30. Juli | Bảo Đại                                        | vietnamesischer Kaiser, dreizehnter und letzter Kaiser der Nguyễn-Dynastie (1926–1945)                          | 83    |       |
| 30. Juli | José Antônio do Couto                          | brasilianischer Ordensgeistlicher, Bischof von Taubaté                                                          | 69    |       |
| 30. Juli | Charlotte van Pallandt                         | niederländische Bildhauerin                                                                                     | 98    |       |
| 31. Juli | Wiktor-Andrei Stanislawowitsch Borowik-Romanow | russischer Physiker                                                                                             | 77    |       |
| 31. Juli | Mychajlo Derehus                               | ukrainischer Maler, Grafiker, Pädagoge und Kulturaktivist                                                       | 92    |       |
| 31. Juli | Karl Gutkas                                    | österreichischer Historiker und Autor                                                                           | 70    |       |
| 31. Juli | Eva Hermann                                    | deutsche Gerechte unter den Völkern                                                                             | 97    |       |
| 31. Juli | Frans Schoubben                                | niederländischer Radrennfahrer                                                                                  | 63    |       |
| 31. Juli | John H. Ware                                   | US-amerikanischer Politiker                                                                                     | 88    |       |
| Juli     | Pier Paolo Gasperoni                           | san-marinesischer Politiker                                                                                     | 47    |       |
| Juli     | Simon Pierre Tchoungui                         | kamerunischer Politiker, Premierminister von Ost-Kamerun                                                        | 80    |       |
| Juli     | Fritz Vogler                                   | deutscher Fußballspieler                                                                                        | 71    |       |

## August
| Tag        | Name                                    | Beruf, bekannt als                                                                                              | Alter | Beleg |
| ---------- | --------------------------------------- | --- | ----- | ----- |
| 1. August  | Ngiratkel Etpison                       | palauischer Politiker                                                                                           | 72    |       |
| 1. August  | Lawrence Alexander Sidney Johnson       | australischer Botaniker                                                                                         | 72    |       |
| 1. August  | Norio Nagayama                          | japanischer Mörder und Schriftsteller                                                                           | 48    |       |
| 1. August  | Dimitri Rebikoff                        | französischer Pionier in der Entwicklung von Unterwassertechnik                                                 | 76    |       |
| 1. August  | Swjatoslaw Teofilowitsch Richter        | sowjetischer bzw. russischer Pianist                                                                            | 82    |       |
| 1. August  | Berta Alves de Sousa                    | portugiesische Pianistin, Komponistin und Dirigentin                                                            | 91    |       |
| 2. August  | William S. Burroughs                    | US-amerikanischer Schriftsteller                                                                                | 83    |       |
| 2. August  | Joyce Dingwell                          | australische Autorin                                                                                            | ~89   |       |
| 2. August  | Ludwig Hackerott                        | deutscher Autor                                                                                                 | 91    |       |
| 2. August  | James Krüss                             | deutscher Schriftsteller und Dichter                                                                            | 71    |       |
| 2. August  | Paul Kurzbach                           | deutscher Komponist                                                                                             | 94    |       |
| 2. August  | Fela Kuti                               | nigerianischer Saxophonist und Bandleader                                                                       | 58    |       |
| 2. August  | Frank E. Smith                          | US-amerikanischer Politiker und Abgeordneter                                                                    | 79    |       |
| 3. August  | Peter Carruthers                        | US-amerikanischer Physiker                                                                                      | 61    |       |
| 3. August  | Joan Erikson                            | kanadisch-US-amerikanische Erzieherin                                                                           | 94    |       |
| 3. August  | Dagmar Hermann                          | österreichische Opernsängerin (Alt)                                                                             | 78    |       |
| 3. August  | Josef Ladurner                          | österreichischer Geologe                                                                                        | 89    |       |
| 3. August  | Berç Turan                              | türkischer Architekt und Politiker armenischer Herkunft                                                         |       |       |
| 4. August  | Dick Bush                               | britischer Kameramann                                                                                           | 65    |       |
| 4. August  | Jeanne Calment                          | ältester Mensch                                                                                                 | 122   |       |
| 4. August  | Thomas Eckersley                        | britischer Grafiker, spezialisiert auf Plakatgestaltung                                                         | 82    |       |
| 4. August  | Nicholas J. Hoff                        | US-amerikanischer Ingenieur                                                                                     | 91    |       |
| 4. August  | Friedel Mensink                         | deutscher Fußballspieler                                                                                        | 47    |       |
| 4. August  | Ray Renfro                              | US-amerikanischer American-Football-Spieler                                                                     | 67    |       |
| 4. August  | Oskar Sailer                            | deutscher Landrat                                                                                               | 84    |       |
| 4. August  | Jean-Claude Vidilles                    | französischer Autorennfahrer                                                                                    | 68    |       |
| 4. August  | Alexander Young                         | schottischer Musiker                                                                                            | 58    |       |
| 5. August  | Kurt Gebhardt                           | deutscher Politiker (SPD), MdL                                                                                  | 67    |       |
| 5. August  | Elisabeth Höngen                        | deutsche Opernsängerin (Mezzosopran)                                                                            | 90    |       |
| 5. August  | Friedrich Jung                          | deutscher Pharmakologe                                                                                          | 82    |       |
| 5. August  | Clarence M. Kelley                      | US-amerikanischer Regierungsbeamter, Direktor des FBI                                                           | 85    |       |
| 5. August  | Alma Kettig                             | deutsche Politikerin (SPD), MdB, Widerstandskämpferin gegen den Nationalsozialismus, Friedensaktivistin und ... | 81    |       |
| 5. August  | Herbert Kleusberg                       | deutscher Arzt und Berliner Politiker (SPD), MdA                                                                | 83    |       |
| 5. August  | Poul Møller                             | dänischer Politiker, Mitglied des Folketing, MdEP                                                               | 77    |       |
| 5. August  | Hilde Rubinstein                        | deutsche Malerin und Dichterin                                                                                  | 93    |       |
| 6. August  | Walter Amstutz                          | Schweizer Skisport- und Alpinismus-Pionier, Publizist und Kurdirektor                                           | 94    |       |
| 6. August  | Eike Geisel                             | deutscher Journalist, Buchautor                                                                                 | 52    |       |
| 6. August  | Klára Herczeg                           | ungarische Bildhauerin                                                                                          | 90    |       |
| 6. August  | Josef Küchler                           | ostdeutscher Politiker (CDU)                                                                                    | 95    |       |
| 6. August  | Jürgen Kuczynski                        | deutscher Historiker und Wirtschaftswissenschaftler                                                             | 92    |       |
| 6. August  | Bora Öztürk                             | türkischer Fußballspieler                                                                                       | 42    |       |
| 6. August  | John Porter                             | kanadischer Eishockeyspieler und -trainer                                                                       | 93    |       |
| 6. August  | Noel Teggart                            | irischer Radrennfahrer                                                                                          | 55    |       |
| 6. August  | Samuel Paul Welles                      | US-amerikanischer Paläontologe                                                                                  | 89    |       |
| 7. August  | Rudolf Blügel                           | deutscher Politiker (CDU), MdB                                                                                  | 70    |       |
| 7. August  | Georg Brütting                          | deutscher Flieger, Rektor und Bürgermeister                                                                     | 84    |       |
| 7. August  | Juanjo Mier Cáraves                     | spanischer Komponist und Musikpädagoge                                                                          | 50    |       |
| 7. August  | Volker Prechtel                         | deutscher Schauspieler                                                                                          | 55    |       |
| 8. August  | Dardanelle                              | US-amerikanische Jazz-Sängerin                                                                                  | 79    |       |
| 8. August  | Ursula Enseleit                         | deutsche Bildhauerin und Lyrikerin                                                                              | 86    |       |
| 8. August  | Hermann Friedrich                       | deutscher Biologe                                                                                               | 91    |       |
| 8. August  | Orville H. Hampton                      | US-amerikanischer Drehbuchautor                                                                                 | 80    |       |
| 8. August  | Ernst Krause                            | deutscher Musikwissenschaftler und Opernkritiker                                                                | 86    |       |
| 8. August  | Franz Riehemann                         | deutscher Politiker (CDU), MdL                                                                                  | 76    |       |
| 8. August  | Paul Rudolph                            | US-amerikanischer Architekt                                                                                     | 78    |       |
| 8. August  | Robert Spencer                          | britischer Lautenist, Sänger, Gitarrist, Musikologe und Musikpädagoge                                           | 65    |       |
| 8. August  | Frank Töppe                             | deutscher Autor und Grafiker                                                                                    | 50    |       |
| 9. August  | Maria Antonietta Beluzzi                | italienische Schauspielerin                                                                                     | 67    |       |
| 9. August  | Max Bloesch                             | Schweizer „Storchenvater“, Turnlehrer, Feldhandballspieler                                                      | 89    |       |
| 9. August  | Johann Ciesciutti                       | österreichischer Bauarbeiter, Schriftsteller und Lyriker                                                        | 90    |       |
| 9. August  | Walter Farmer                           | US-amerikanischer Architekt, Designer und Offizier der United States Army                                       | 86    |       |
| 9. August  | Kurt Ruths                              | deutscher Chemiker und Unternehmer                                                                              | 70    |       |
| 9. August  | Herbert José de Sousa                   | brasilianischer Soziologe und Bürgerrechtler                                                                    | 61    |       |
| 10. August | Jean-Claude Lauzon                      | kanadischer Filmregisseur                                                                                       | 43    |       |
| 10. August | Conlon Nancarrow                        | mexikanischer Komponist                                                                                         | 84    |       |
| 11. August | Raimundas Leonas Rajeckas               | litauischer Politiker, Mitglied des Seimas und Ökonom                                                           | 59    |       |
| 12. August | Luther Allison                          | US-amerikanischer Blues-Gitarrist                                                                               | 57    |       |
| 12. August | Raymond Bloch                           | französischer Etruskologe und Altphilologe                                                                      | 83    |       |
| 12. August | Gösta Bohman                            | schwedischer Politiker, Mitglied des Riksdag und Finanzminister                                                 | 86    |       |
| 12. August | Werner Brüggemann                       | österreichischer Komponist und Musikdozent                                                                      | 61    |       |
| 12. August | Jack Delano                             | US-amerikanischer Fotograf und Komponist                                                                        | 83    |       |
| 12. August | Johann Haider                           | österreichischer Politiker (ÖVP), Abgeordneter zum Nationalrat                                                  | 75    |       |
| 12. August | Otto Kimminich                          | deutscher Rechtswissenschaftler und Hochschullehrer                                                             | 65    |       |
| 12. August | Dick Marx                               | US-amerikanischer Pianist, Arrangeur und Komponist                                                              | 73    |       |
| 12. August | Conrad von Molo                         | deutsch-österreichischer Filmeditor, Synchronregisseur, Filmproduzent und Dialogautor                           | 90    |       |
| 12. August | Oswalt von Nostitz                      | deutscher Diplomat, Schriftsteller und Übersetzer                                                               | 89    |       |
| 12. August | Hermann Ober                            | deutscher Maler und Graphiker                                                                                   | 77    |       |
| 12. August | Achille Papapetrou                      | griechisch-französischer theoretischer Physiker                                                                 | 90    |       |
| 12. August | Ernst Schandl                           | österreichischer Komponist und Sänger v. a. von Wachauerliedern                                                 | 77    |       |
| 12. August | Albert L. Smith, Jr.                    | US-amerikanischer Rechtsanwalt und Politiker                                                                    | 65    |       |
| 12. August | Erika Ziegler-Stege                     | deutsche Schriftstellerin                                                                                       | 87    |       |
| 13. August | Stefan Binder                           | rumänischer Germanist                                                                                           | 90    |       |
| 13. August | Werner Böhnke                           | deutscher Widerstandskämpfer, Diplomat der DDR                                                                  | 86    |       |
| 13. August | Wladimir Naumowitsch Gribow             | russischer Physiker                                                                                             | 67    |       |
| 13. August | Diana Kirkbride                         | britische Archäologin                                                                                           | 81    |       |
| 13. August | Robert L. Leggett                       | US-amerikanischer Politiker                                                                                     | 71    |       |
| 13. August | Heinz Rosenberg                         | deutscher Kaufmann und Überlebender des Holocaust                                                               | 75    |       |
| 13. August | Harlow Rothert                          | US-amerikanischer Kugelstoßer                                                                                   | 89    |       |
| 13. August | Housely Stevenson junior                | US-amerikanischer Schauspieler und Filmredakteur                                                                | 83    |       |
| 14. August | Jochen Kubin                            | deutscher Bauingenieur und Hochschullehrer für Baubetriebslehre                                                 | 61    |       |
| 14. August | Eric Von Essen                          | US-amerikanischer Jazz-Bassist und Komponist                                                                    | 43    |       |
| 14. August | Gustav Wellenstein                      | deutscher Forstwissenschaftler, Zoologe und Entomologe                                                          | 91    |       |
| 15. August | Gisela Deege                            | deutsche Balletttänzerin                                                                                        | 68    |       |
| 15. August | Johannes Doehring                       | deutscher evangelischer Theologe                                                                                | 88    |       |
| 15. August | Lubka Kolessa                           | ukrainisch-kanadische Pianistin                                                                                 | 95    |       |
| 15. August | Günther Marschall                       | deutscher Architekt                                                                                             | 84    |       |
| 15. August | Marianne Schneegans                     | deutsche Malerin und Kinderbuchillustratorin                                                                    | 92    |       |
| 15. August | Çesk Zadeja                             | albanischer Komponist und Musikwissenschaftler                                                                  | 70    |       |
| 16. August | Hendrik van den Bergh                   | südafrikanischer Polizist                                                                                       | 82    |       |
| 16. August | Yanick Dupré                            | kanadischer Eishockeystürmer                                                                                    | 24    |       |
| 16. August | Nusrat Fateh Ali Khan                   | pakistanischer Musiker                                                                                          | 48    |       |
| 16. August | Gebhard Koberger                        | österreichischer Augustiner-Chorherr, Propst, Generalabt und Abtprimas                                          | 87    |       |
| 16. August | Robert Lang                             | Schweizer Radrennfahrer                                                                                         | 80    |       |
| 16. August | Alberto Morán                           | argentinischer Tangosänger                                                                                      | 75    |       |
| 16. August | Jacques Pollet                          | französischer Rennfahrer                                                                                        | 75    |       |
| 16. August | Hermann Rockmann                        | deutscher Hörfunk- und Fernsehreporter                                                                          | 80    |       |
| 16. August | Jürgen Watzke                           | deutscher Schauspieler, Theaterregisseur und Hörspielsprecher                                                   |       |       |
| 16. August | Gustav Zeillinger                       | österreichischer Politiker (FPÖ), Abgeordneter zum Nationalrat                                                  | 80    |       |
| 17. August | Stefan Koczorowski                      | polnischer Chirurg, Hochschullehrer in Lemberg und Breslau                                                      |       |       |
| 17. August | Secondo Magni                           | italienischer Radrennfahrer                                                                                     | 85    |       |
| 17. August | Lee Moore                               | US-amerikanischer Country-Musiker                                                                               | 82    |       |
| 17. August | Jacques Robert Marie Moulin             | französischer Mediziner, Präsident des Weltärztebundes                                                          | 76    |       |
| 17. August | Siegfried Otto                          | deutscher Unternehmer                                                                                           | 82    |       |
| 17. August | Jürgen-Peter Schindler                  | deutscher Musikwissenschaftler                                                                                  | 60    |       |
| 17. August | Richard Skalak                          | US-amerikanischer Ingenieurwissenschaftler                                                                      | 74    |       |
| 18. August | Domenico Amoroso                        | italienischer Salesianer Don Boscos und römisch-katholischer Bischof von Trapani                                | 69    |       |
| 18. August | Burnum Burnum                           | australischer Aborigines-Aktivist, Schauspieler und Schriftsteller                                              | 61    |       |
| 18. August | Rolf Knie senior                        | Schweizer Elefantendompteur und Zirkusdirektor                                                                  | 75    |       |
| 18. August | Don Knight                              | Schauspieler | 64    |       |
| 18. August | Michail Wladislawowitsch Manewitsch     | russischer Politiker und Ökonom                                                                                 | 36    |       |
| 18. August | Praphas Charusathien                    | thailändischer Offizier und Politiker, Innenminister in Thailand (1957–1973)                                    | 84    |       |
| 18. August | Marija Prymatschenko                    | ukrainische Volkskünstlerin, Vertreterin der naiven Kunst                                                       | 88    |       |
| 18. August | Jeep Swenson                            | US-amerikanischer Schauspieler, Wrestler und Stuntman                                                           | 40    |       |
| 18. August | Hans Christoph Wohlrab                  | deutsch-US-amerikanischer Toningenieur                                                                          | 93    |       |
| 19. August | Helmut E. Ehrhardt                      | deutscher Psychiater, Rechtsmediziner und Hochschullehrer                                                       | 83    |       |
| 19. August | Martin Hilti                            | liechtensteinischer Unternehmer und Nationalsozialist                                                           | 82    |       |
| 19. August | Erwein Graf Matuschka-Greiffenclau      | deutscher Winzer                                                                                                | 58    |       |
| 19. August | René van Hove                           | niederländischer Radrennfahrer                                                                                  | 84    |       |
| 19. August | Mario Velarde                           | mexikanischer Fußballspieler                                                                                    | 57    |       |
| 19. August | Iwan Wenedikow                          | bulgarischer Archäologe und Historiker                                                                          | 81    |       |
| 20. August | Atoji Yoshio                            | japanischer Soziologe                                                                                           | 83    |       |
| 20. August | Wilfried Böhringer                      | deutscher Übersetzer                                                                                            | 51    |       |
| 20. August | Norris Bradbury                         | US-amerikanischer Physiker                                                                                      | 88    |       |
| 20. August | Lubomír Hargaš                          | tschechoslowakischer bzw. tschechischer Bahnradsportler                                                         | 29    |       |
| 20. August | Roman Heinz                             | österreichischer Gewerkschaftssekretär und Politiker (SPÖ), Abgeordneter zum Nationalrat                        | 74    |       |
| 20. August | Dionys Mascolo                          | französischer Verlagslektor und Schriftsteller                                                                  | 81    |       |
| 21. August | Kamill Arturowitsch Frautschi           | russischer Violinist und Gitarrenpädagoge                                                                       | 73    |       |
| 21. August | Aloys Mulindwa Mutabesha Mugoma Mweru   | kongolesischer Geistlicher                                                                                      |       |       |
| 21. August | Juri Wladimirowitsch Nikulin            | russischer Clown und Filmschauspieler                                                                           | 75    |       |
| 21. August | Misael Pastrana Borrero                 | kolumbianischer Politiker, Präsident Kolumbiens                                                                 | 73    |       |
| 21. August | Tascho Taschew                          | bulgarischer Mediziner                                                                                          | 88    |       |
| 22. August | Udo Block                               | österreichischer Politiker (SPÖ)                                                                                | 56    |       |
| 22. August | Sieghard Brandstäter                    | deutscher Ingenieur und Hochschullehrer                                                                         | 63    |       |
| 22. August | Helmut Holzer                           | deutscher Biochemiker                                                                                           | 76    |       |
| 22. August | James Edmund Jeffries                   | US-amerikanischer Politiker                                                                                     | 72    |       |
| 22. August | Kurt Kranz                              | deutscher Maler, Grafiker und Hochschullehrer                                                                   | 87    |       |
| 22. August | François Lachenal                       | Schweizer Diplomat und Verleger                                                                                 | 79    |       |
| 22. August | Isadore Rudnick                         | US-amerikaner Physiker                                                                                          | 80    |       |
| 22. August | Matti Sippala                           | finnischer Speerwerfer                                                                                          | 89    |       |
| 22. August | Brendan Smyth                           | katholischer Priester und notorischer Pädokrimineller                                                           | 70    |       |
| 22. August | Hans Wildbolz                           | Schweizer Offizier                                                                                              | 77    |       |
| 23. August | Eric Gairy                              | grenadischer Politiker                                                                                          | 75    |       |
| 23. August | Karl Jacobs                             | deutscher Schriftsteller                                                                                        | 91    |       |
| 23. August | John Cowdery Kendrew                    | britischer Biochemiker und Molekularbiologe und Nobelpreisträger für Chemie                                     | 80    |       |
| 23. August | Harry Kissin, Baron Kissin              | britischer Bankier und Unternehmer                                                                              | 85    |       |
| 23. August | Jan Šejna                               | tschechoslowakischer Generalmajor                                                                               | 70    |       |
| 23. August | Egon Tuchtfeldt                         | deutscher Ökonom                                                                                                | 73    |       |
| 24. August | Werner Abrolat                          | deutscher Schauspieler und Synchronsprecher                                                                     | 73    |       |
| 24. August | Karl Burkhardt                          | deutscher Verwaltungsbeamter und Staatssekretär (Bayern)                                                        | 87    |       |
| 24. August | Louis Essen                             | englischer Physiker                                                                                             | 88    |       |
| 24. August | Karl Kessel                             | deutscher Offizier, zuletzt Generalmajor der Bundeswehr                                                         | 85    |       |
| 24. August | Paul Kustaanheimo                       | finnischer Astronom und Mathematiker                                                                            | 73    |       |
| 24. August | Tete Montoliu                           | spanischer Jazz-Pianist                                                                                         | 64    |       |
| 24. August | Kalla Skrøvseth                         | norwegische Malerin                                                                                             | 83    |       |
| 24. August | Luigi Villoresi                         | italienischer Formel-1-Rennfahrer                                                                               | 88    |       |
| 25. August | Clodomiro Almeyda                       | chilenischer Politiker und Soziologe                                                                            | 74    |       |
| 25. August | Mauro Cristofani                        | italienischer Etruskologe, Epigraphiker und Klassischer Archäologe                                              | 56    |       |
| 25. August | Jean Cuthand Goodwill                   | kanadische Krankenpflegerin und Biographin                                                                      | 69    |       |
| 25. August | Manolo Monterrey                        | venezolanischer Sänger und Komponist                                                                            | 83    |       |
| 25. August | Robert Pinget                           | Schweizer Schriftsteller                                                                                        | 78    |       |
| 25. August | Camilla Spira                           | deutsche Schauspielerin                                                                                         | 91    |       |
| 25. August | William H. Tuntke                       | US-amerikanischer Artdirector                                                                                   | 90    |       |
| 25. August | Eugen Vogt                              | Schweizer Promotor der katholischen Laien- und Jugendbewegung                                                   | 87    |       |
| 26. August | Marcello Aliprandi                      | italienischer Filmregisseur                                                                                     | 59    |       |
| 26. August | Füreya Koral                            | türkische Keramikkünstlerin                                                                                     | 87    |       |
| 26. August | Artschil Sulakauri                      | georgischer Schriftsteller                                                                                      | 70    |       |
| 26. August | Arthur Troester                         | deutscher Violoncellist                                                                                         | 91    |       |
| 27. August | Sotiria Bellou                          | griechische Vertreterin des Rembetiko                                                                           | 75    |       |
| 27. August | Sally Blane                             | US-amerikanische Schauspielerin                                                                                 | 87    |       |
| 27. August | Sieghard Brandstäter                    | deutscher Ingenieur und Hochschullehrer                                                                         | 63    |       |
| 27. August | Johannes Edfelt                         | schwedischer Lyriker, Übersetzer, Kritiker und Essayist                                                         | 92    |       |
| 27. August | August Freund                           | deutscher Gewerkschafter und Senator (Bayern)                                                                   | 71    |       |
| 27. August | Eduard Heilingsetzer                    | österreichischer Beamter und Politiker (ÖVP)                                                                    | 92    |       |
| 27. August | Arnold Huttmann                         | deutscher Medizinhistoriker und Medizintheoretiker                                                              | 85    |       |
| 27. August | Julio Musimessi                         | argentinischer Fußballspieler                                                                                   | 74    |       |
| 27. August | Michael Schneider                       | deutscher Mathematiker                                                                                          | 55    |       |
| 27. August | Diego Viga                              | österreichisch-ecuadorianischer Mediziner und Schriftsteller                                                    | 90    |       |
| 28. August | Frank Bencriscutto                      | US-amerikanischer Komponist                                                                                     | 68    |       |
| 28. August | Peter Gatter                            | deutscher Journalist, Hörfunk- und Fernsehmoderator                                                             | 53    |       |
| 28. August | Ludwig Gramminger                       | deutscher Bergwacht-Pionier und Bergsteiger                                                                     | 91    |       |
| 28. August | Heinz Meyer-Bruck                       | deutscher Architekt, Kunsthistoriker und Künstler                                                               | 70    |       |
| 28. August | Óscar Montalva                          | chilenischer Fußballspieler                                                                                     | 59    |       |
| 29. August | Rudolf Pichlmayr                        | deutscher Chirurg                                                                                               | 65    |       |
| 29. August | Julia Verhaeghe                         | belgische Gründerin der geistlichen Familie „Das Werk“                                                          | 86    |       |
| 29. August | Ernest Ziaja                            | polnischer Eishockeyspieler                                                                                     | 78    |       |
| 30. August | Ulrich Burkhardt                        | deutscher Dramaturg und Intendant                                                                               | 45    |       |
| 30. August | Veselin Đuranović                       | jugoslawischer Politiker                                                                                        | 72    |       |
| 30. August | Olle Ingemar Elgerd                     | schwedisch-US-amerikanischer Elektrotechniker                                                                   | 72    |       |
| 30. August | Dale Lewis                              | US-amerikanischer Ringer                                                                                        | 64    |       |
| 30. August | Oswin Martinek                          | österreichischer Jurist und Ministerialbeamter                                                                  | 73    |       |
| 30. August | Wilhelm Reichart                        | österreichischer Politiker (ÖVP, FPÖ), Landtagsabgeordneter zum Vorarlberger Landtag                            | 82    |       |
| 30. August | Friedrich Stumpfl                       | österreichischer Psychiater                                                                                     | 94    |       |
| 30. August | Ernst Willimowski                       | deutscher und polnischer Fußballspieler                                                                         | 81    |       |
| 31. August | Diana, Princess of Wales                | britische Adelige, erste Ehefrau von Prinz Charles, britische Kronprinzessin                                    | 36    |       |
| 31. August | Dodi Al-Fayed                           | ägyptischer Filmproduzent und Geschäftsmann                                                                     | 42    |       |
| 31. August | Erich Jordan                            | deutscher Politiker (SPD), MdL                                                                                  | 85    |       |
| 31. August | Heinz Kaufmann                          | deutscher Ruderer                                                                                               | 83    |       |
| 31. August | Henri Paul                              | französischer Fahrer des Wagens, in dem Prinzessin Diana verunglückte                                           | 41    |       |
| 31. August | Werner Stelly                           | deutscher Politiker                                                                                             | 88    |       |
| August     | Adolf Kolping                           | deutscher katholischer Theologe sowie Hochschullehrer                                                           | 87    |       |
| August     | Wjatscheslaw Andrejewitsch Tschebanenko | russischer Schachtrainer und -theoretiker                                                                       | 55    |       |

## September
| Tag           | Name                                   | Beruf, bekannt als                                                                                              | Alter | Beleg |
| ------------- | -------------------------------------- | --- | ----- | ----- |
| 1. September  | Sven Einar Backlund                    | schwedischer Diplomat                                                                                           | 80    |       |
| 1. September  | Boris Balinsky                         | ukrainischer und südafrikanischer Biologe, Embryologe und Entomologe                                            | 91    |       |
| 1. September  | Karl Berg                              | österreichischer Erzbischof von Salzburg                                                                        | 88    |       |
| 1. September  | Gordon A. Blake                        | US-amerikanischer Geheimdienstchef (NSA)                                                                        | 87    |       |
| 1. September  | Zoltán Czibor                          | ungarischer Fußballspieler                                                                                      | 68    |       |
| 1. September  | Hans Karrer                            | österreichischer Politiker                                                                                      | 76    |       |
| 1. September  | Fritz Kübert                           | deutscher Fußballspieler                                                                                        | 57    |       |
| 1. September  | Costantino Cristiano Luna Pianegonda   | italienischer Geistlicher, Bischof von Zacapa                                                                   | 86    |       |
| 1. September  | Mitsuhashi Susumu                      | japanischer Mikrobiologe und Biochemiker                                                                        | 79    |       |
| 2. September  | Rudolf Bing                            | österreichisch-britischer Operndirektor                                                                         | 95    |       |
| 2. September  | Viktor Frankl                          | österreichischer Neurologe und Psychiater, Begründer der Logotherapie und der Existenzanalyse                   | 92    |       |
| 2. September  | Warner T. Koiter                       | niederländischer Ingenieurwissenschaftler für Mechanik                                                          | 83    |       |
| 2. September  | Hilde Mikulicz                         | österreichische Theater- und Filmschauspielerin                                                                 | 74    |       |
| 2. September  | Oswald Pöstinger                       | österreichischer Komponist, Arrangeur und Dirigent                                                              | 68    |       |
| 2. September  | Joop van Tijn                          | niederländischer Journalist und Chefredakteur                                                                   | 58    |       |
| 3. September  | Richard Czapek                         | österreichischer Komponist und Wienerliedsänger                                                                 | 84    |       |
| 03. September | Hans Niclaus                           | deutscher Basketballspieler                                                                                     | 83    |       |
| 3. September  | Christian Rietschel                    | deutscher Schriftsteller und Kunsthistoriker, Grafiker und evangelischer Theologe                               | 89    |       |
| 3. September  | Ernst C. Stiefel                       | deutsch-US-amerikanischer Jurist                                                                                | 89    |       |
| 3. September  | Gerhard Tag                            | deutscher Grafiker und Exlibriskünstler                                                                         | 76    |       |
| 4. September  | Chuck Arnold                           | US-amerikanischer Rennfahrer                                                                                    | 71    |       |
| 4. September  | Pierre Bergé                           | französischer Physiker                                                                                          | 62    |       |
| 4. September  | Dharamvir Bharati                      | indischer Schriftsteller                                                                                        | 70    |       |
| 4. September  | Pierre Chatenet                        | französischer Politiker                                                                                         | 80    |       |
| 4. September  | Kiril Cibulka                          | bulgarischer Komponist                                                                                          | 70    |       |
| 4. September  | Hans Jürgen Eysenck                    | britischer Psychologe                                                                                           | 81    |       |
| 4. September  | Leahea Grammatico                      | US-amerikanische Gehörlosenpädagogin                                                                            | 69    |       |
| 4. September  | Aldo Rossi                             | italienischer Architekt und Designer                                                                            | 66    |       |
| 4. September  | Tullio Rossi                           | italienischer Architekt                                                                                         | 94    |       |
| 4. September  | Valentin Senger                        | deutscher Schriftsteller russisch-jüdischer Herkunft                                                            | 78    |       |
| 4. September  | Anton Staudacher                       | deutscher Zimmermeister und Politiker (CSU), Bürgermeister und MdL Bayern                                       | 84    |       |
| 4. September  | Sepp Steinhuber                        | österreichischer Tischler und Politiker (SPÖ), Abgeordneter zum Nationalrat                                     | 72    |       |
| 5. September  | Johanna Karl-Lory                      | deutsche Schauspielerin                                                                                         | 95    |       |
| 5. September  | Heinz Luthringshauser                  | deutscher Motorradrennfahrer                                                                                    | 66    |       |
| 5. September  | Andrej Prean Nagy                      | rumänisch-ungarischer Fußballspieler und -trainer                                                               | 73    |       |
| 5. September  | Fred Rubi                              | Schweizer Skirennfahrer und Politiker                                                                           | 70    |       |
| 5. September  | Georg Solti                            | ungarischer Dirigent                                                                                            | 84    |       |
| 5. September  | Mutter Teresa                          | jugoslawisch-indische Nonne, Gründerin einer Hilfsorganisation                                                  | 87    |       |
| 6. September  | Salvador Artigas                       | spanischer Fußballspieler und -trainer                                                                          | 84    |       |
| 6. September  | Percy Howard Newby                     | britischer Schriftsteller und Radiojournalist                                                                   | 79    |       |
| 6. September  | H. W. L. Poonja                        | indischer Vertreter des Advaita                                                                                 | 86    |       |
| 8. September  | Mary Bedford                           | südafrikanische Schwimmerin                                                                                     | 90    |       |
| 7. September  | Connie Clausen                         | US-amerikanische Schauspielerin, Schriftstellerin und Literaturagentin                                          | 74    |       |
| 7. September  | George W. Crockett                     | US-amerikanischer Politiker                                                                                     | 88    |       |
| 7. September  | Gino Malvestio                         | italienischer Ordensgeistlicher, römisch-katholischer Bischof von Parintins                                     | 59    |       |
| 7. September  | Matayoshi Shinpō                       | japanischer Kobudo- und Karatemeister                                                                           | 75    |       |
| 7. September  | Mobutu Sese Seko                       | kongolesischer Politiker, Präsident Zaires (1965–1997)                                                          | 66    |       |
| 8. September  | Miguel Saturnino Aurrecoechea Palacios | spanischer römisch-katholischer Ordensgeistlicher                                                               | 93    |       |
| 8. September  | René Bihel                             | französischer Fußballspieler                                                                                    | 81    |       |
| 8. September  | Katarzyna Cieślak                      | polnische Kunsthistorikerin                                                                                     | 41    |       |
| 8. September  | Walter Kabel                           | deutscher Pianist und Komponist                                                                                 | 70    |       |
| 8. September  | Walter Kertz                           | deutscher Geophysiker                                                                                           | 73    |       |
| 8. September  | Sabatino Moscati                       | italienischer Sprachwissenschaftler und Archäologe                                                              | 74    |       |
| 8. September  | Walter Schmitthenner                   | deutscher Althistoriker                                                                                         | 81    |       |
| 8. September  | Vladimír Sommer                        | tschechischer Komponist                                                                                         | 76    |       |
| 8. September  | Julius Steiner                         | deutscher Politiker (CDU), MdB                                                                                  | 72    |       |
| 8. September  | Derek Taylor                           | englischer Journalist, Autor und Pressesprecher der Beatles                                                     | 65    |       |
| 8. September  | Yu Jim-Yuen                            | chinesischer Leiter der Pekinger Theater- und Schauspielschule in Hongkong                                      | 92    |       |
| 9. September  | Richie Ashburn                         | US-amerikanischer Baseballspieler                                                                               | 70    |       |
| 9. September  | Rowland George                         | britischer Ruderer                                                                                              | 92    |       |
| 9. September  | John Winthrop Hackett Junior           | britischer Offizier und Autor                                                                                   | 86    |       |
| 9. September  | Burgess Meredith                       | US-amerikanischer Schauspieler                                                                                  | 89    |       |
| 10. September | Satish Chandra Agarwal                 | indischer Politiker                                                                                             | 68    |       |
| 10. September | Jacques Leguerney                      | französischer Komponist                                                                                         | 90    |       |
| 10. September | M. A. Bakeer Markar                    | sri-lankischer Politiker (UNP)                                                                                  | 80    |       |
| 10. September | Walter Ohm                             | deutscher Schauspieler, Hörspiel- und Theaterregisseur                                                          | 82    |       |
| 10. September | George Schaefer                        | US-amerikanischer Regisseur                                                                                     | 76    |       |
| 11. September | Raymond Barbieri                       | US-amerikanischer Sänger, Songwriter und Schlagzeuger                                                           | 35    |       |
| 11. September | Camille Henry                          | kanadischer Eishockeyspieler                                                                                    | 64    |       |
| 11. September | Jürgen Kanzow                          | deutscher Ingenieur                                                                                             | 59    |       |
| 11. September | Matrika Prasad Koirala                 | nepalesischer Politiker, Ministerpräsident Nepals                                                               | 85    |       |
| 11. September | Hugo B. Margáin                        | mexikanischer Politiker und Diplomat                                                                            | 84    |       |
| 11. September | Gottfried Möllenstedt                  | deutscher Physiker und Hochschullehrer                                                                          | 84    |       |
| 12. September | Stikkan Anderson                       | schwedischer Textautor, Musikverleger, Geschäftsmann und Übersetzer                                             | 66    |       |
| 12. September | Matthias Buschkühl                     | deutscher Bibliothekar                                                                                          |       |       |
| 12. September | Elsa De Giorgi                         | italienische Schauspielerin, Schriftstellerin und Filmregisseurin                                               | 82    |       |
| 12. September | Gerhard Keil                           | deutscher Verleger, Nationalpreisträger der DDR                                                                 | 75    |       |
| 12. September | Judith Merril                          | US-amerikanische Science-Fiction-Autorin, -Herausgeberin und politische Aktivistin                              | 74    |       |
| 12. September | Georgi Semjonowitsch Schilin           | sowjetischer Ruderer                                                                                            | 72    |       |
| 12. September | Rudolf Strobl                          | österreichischer Schauspieler                                                                                   | 70    |       |
| 12. September | Dora Vallier                           | bulgarisch-französische Kunsthistorikerin                                                                       | 76    |       |
| 13. September | Fritz Brill                            | deutscher Fotograf                                                                                              | 93    |       |
| 13. September | Roger Frey                             | französischer Politiker (UNR), Mitglied der Nationalversammlung                                                 | 84    |       |
| 13. September | Georges Guétary                        | ägyptisch-französischer Sänger, Tänzer und Schauspieler                                                         | 82    |       |
| 13. September | Agnete Olsen                           | dänische Schwimmerin                                                                                            | 87    |       |
| 13. September | Donald Schön                           | US-amerikanischer Philosoph und Professor der Stadtplanung am MIT                                               | 66    |       |
| 13. September | Jan Szydlak                            | polnischer Politiker, Mitglied des Sejm                                                                         | 71    |       |
| 14. September | Basri Dirimlili                        | türkischer Fußballspieler und -trainer                                                                          | 68    |       |
| 14. September | Lucy Hillebrand                        | deutsche Architektin                                                                                            | 91    |       |
| 14. September | Charles Warren Hollister               | US-amerikanischer Mittelalterhistoriker                                                                         | 66    |       |
| 14. September | Stig Jägerskiöld                       | schwedischer Jurist, Hochschullehrer, Diplomat und Historiker                                                   | 86    |       |
| 14. September | Peter Kerp                             | deutscher Politiker (CDU), Mitglied des Abgeordnetenhauses von Berlin                                           | 77    |       |
| 14. September | Dietmar Richter-Reinick                | deutscher Schauspieler und Synchronsprecher                                                                     | 61    |       |
| 14. September | Erwin Scherschel                       | deutscher Schauspieler und Hörspielsprecher                                                                     | 75    |       |
| 14. September | Arno Wyzniewski                        | deutscher Schauspieler                                                                                          | 58    |       |
| 15. September | Angel Balewski                         | bulgarischer Politiker und Ingenieur                                                                            | 87    |       |
| 15. September | Charlotte Leitmaier                    | österreichische Juristin                                                                                        | 87    |       |
| 15. September | Hubert Petschnigg                      | österreichischer Architekt                                                                                      | 83    |       |
| 15. September | Gertrude Pitzinger                     | deutsche Opern- und Konzertsängerin (Alt)                                                                       | 93    |       |
| 16. September | Ernst Behler                           | deutscher Philosoph                                                                                             | 69    |       |
| 16. September | Terence Cooper                         | nordirischer Schauspieler, Gastronom und Autor                                                                  | 64    |       |
| 16. September | William N. Oatis                       | US-amerikanischer Journalist                                                                                    | 83    |       |
| 16. September | Erich Fritz Reuter                     | deutscher Maler, Bildhauer und Kunstprofessor                                                                   | 86    |       |
| 16. September | Gerry Turpin                           | englischer Kameramann                                                                                           | 72    |       |
| 16. September | Ushijima Noriyuki                      | japanischer Maler                                                                                               | 97    |       |
| 16. September | Johannes Wasmuth                       | deutscher Galerist                                                                                              | 61    |       |
| 17. September | Benjamin Atkins                        | US-amerikanischer Serienmörder                                                                                  | 29    |       |
| 17. September | Emma Heinrich                          | deutsche Politikerin (CDU der DDR), MdV                                                                         | 82    |       |
| 17. September | Elna Hiort-Lorenzen                    | dänische Krankenschwester, Pflegedirektorin, Krankenpflege-Funktionärin                                         | 95    |       |
| 17. September | Karl Kainberger                        | österreichischer Fußballspieler                                                                                 | 83    |       |
| 17. September | Walter Kremershof                      | deutscher Eishockeyspieler                                                                                      | 74    |       |
| 17. September | Red Skelton                            | US-amerikanischer Schauspieler und Komiker                                                                      | 84    |       |
| 17. September | Georg Stiebler                         | leitender Kriminaldirektor in Nordrhein-Westfalen, Wegbereiter für Kobudo und Jiu-Jitsu                         | 47    |       |
| 17. September | Jan P. Syse                            | norwegischer Politiker (Høyre), Mitglied des Storting                                                           | 66    |       |
| 17. September | Gerd Wagner                            | deutscher Diplomat                                                                                              | 55    |       |
| 18. September | John Jarlath Dooley                    | irischer Ordensgeistlicher, Kurienerzbischof der römisch-katholischen Kirche                                    | 91    |       |
| 18. September | Patricia Pulling                       | US-amerikanische Aktivistin                                                                                     | 49    |       |
| 18. September | Jehuda Scha’ari                        | israelischer Politiker                                                                                          | 77    |       |
| 18. September | Luise Schöffel                         | deutsche Lehrerin, Gründerin des Verbands lediger Mütter                                                        | 83    |       |
| 18. September | Jimmy Witherspoon                      | US-amerikanischer Blues- und Jazz-Sänger                                                                        | 74    |       |
| 19. September | Melchiade Coletti                      | italienischer Journalist und Filmschaffender                                                                    | 74    |       |
| 19. September | Ludwig Kraus                           | deutscher Manager, Technikvorstand der Audi NSU Auto Union AG (1963–1973)                                       | 85    |       |
| 19. September | Rich Mullins                           | US-amerikanischer Sänger und Songwriter christlicher Popmusik                                                   | 41    |       |
| 19. September | Felix Weyreuther                       | deutscher Jurist, Richter am Bundesverwaltungsgericht                                                           | 69    |       |
| 20. September | Kurt Gloor                             | Schweizer Filmregisseur                                                                                         | 54    |       |
| 20. September | Helmut Marmulla                        | deutscher Politiker (SPD), MdL                                                                                  | 64    |       |
| 20. September | Gerhard Menzel                         | deutscher Unternehmer in der Glasindustrie, Enkel von Carl Menzel                                               | 85    |       |
| 20. September | Engelbert Monnerjahn                   | deutscher Ordenspriester und Philosophiehistoriker                                                              | 75    |       |
| 20. September | Karl-Heinz Tesch                       | deutscher Journalist und Hörfunkmoderator                                                                       | 67    |       |
| 20. September | Nick Traina                            | US-amerikanischer Punksänger                                                                                    | 19    |       |
| 21. September | Juan Burgueño                          | uruguayischer Fußballspieler                                                                                    | 74    |       |
| 21. September | Hermine Diethelm                       | österreichische Filmeditorin                                                                                    | 82    |       |
| 21. September | Lydia Eberhardt                        | deutsche Speerwerferin und Fünfkämpferin                                                                        | 84    |       |
| 21. September | Hendrik Fayat                          | belgischer sozialistischer Politiker und Minister                                                               | 91    |       |
| 21. September | Jennifer Holt                          | US-amerikanische Filmschauspielerin                                                                             | 76    |       |
| 21. September | Josef Paar                             | deutscher Ringer                                                                                                | 84    |       |
| 21. September | Henry Söderberg                        | schwedischer Rechtsanwalt, Y.M.C.A-Delegierter für die Betreuung von Kriegsgefangenen im Deutschen Reich wäh... |       |       |
| 22. September | Beatrice Aitchison                     | US-amerikanische Mathematikerin, Statistikerin und Transportökonomin                                            | 89    |       |
| 22. September | Chiang Wei-kuo                         | taiwanischer Sohn des national-chinesischen Präsidenten Chiang Kai-shek und Adoptivbruder des späteren Präsi... | 80    |       |
| 22. September | Eleonore Kleiber                       | deutsche Kostümbildnerin                                                                                        | 71    |       |
| 22. September | Karl F. Koopman                        | US-amerikanischer Mammaloge                                                                                     | 77    |       |
| 22. September | Joaquín Mendível                       | kubanischer Pianist, Arrangeur, Komponist, Orchesterleiter und Musikpädagoge                                    | 78    |       |
| 22. September | Pierre Petit                           | französischer Kameramann                                                                                        | 77    |       |
| 22. September | Ruth Picardie                          | britische Journalistin                                                                                          | 33    |       |
| 22. September | Wolfgang Schreck                       | deutscher Manager                                                                                               | 66    |       |
| 22. September | Hans Stretz                            | deutscher Boxer                                                                                                 | 69    |       |
| 22. September | George Thomas, 1. Viscount Tonypandy   | britischer Politiker (Labour), Mitglied des House of Commons und Sprecher des Unterhauses                       | 88    |       |
| 22. September | Rudolf Wittkopf                        | deutscher Schriftsteller und Übersetzer                                                                         | 64    |       |
| 22. September | Yokoi Shōichi                          | japanischer Soldat, den die Nachricht von der Kapitulation Japans im Dschungel von Guam nicht erreichte         | 82    |       |
| 23. September | Hermann Böschenstein                   | Schweizer Journalist                                                                                            | 92    |       |
| 23. September | Shirley Clarke                         | US-amerikanische Regisseurin                                                                                    | 77    |       |
| 23. September | Albert Debille                         | französischer Autorennfahrer                                                                                    | 87    |       |
| 23. September | Rudolf Rokl                            | tschechischer Jazzmusiker (Piano, Komposition und Arrangement)                                                  | 55    |       |
| 23. September | Pedro de Castro Van-Dúnem              | angolanischer Diplomat und Politiker                                                                            | 55    |       |
| 24. September | T. Emmet Clarie                        | US-amerikanischer Jurist und Politiker                                                                          | 84    |       |
| 24. September | Gottfried Dossing                      | deutscher römisch-katholischer Prälat und Hauptgeschäftsführer von Misereor                                     | 91    |       |
| 24. September | Anton Kehle                            | deutscher Eishockeyspieler                                                                                      | 49    |       |
| 24. September | William M. Miley                       | US-amerikanischer Offizier, Generalmajor der US-Army                                                            | 99    |       |
| 24. September | Gerda Misch                            | deutsche Politikerin (SPD)                                                                                      | 77    |       |
| 24. September | Joseph Raymond Windle                  | kanadischer Geistlicher, römisch-katholischer Bischof                                                           | 80    |       |
| 24. September | Arturo Yovane                          | chilenischer General, Politiker und Botschafter                                                                 |       |       |
| 25. September | Walid Akl                              | französischer Pianist libanesischer Herkunft                                                                    | 52    |       |
| 25. September | Hélène Baillargeon                     | kanadische Sängerin und Folkloristin                                                                            | 81    |       |
| 25. September | Horst Barrelet                         | deutscher Rechtsanwalt und Fußballfunktionär                                                                    | 76    |       |
| 25. September | Paul Diethei                           | deutscher Politiker (CSU), MdL                                                                                  | 72    |       |
| 25. September | Jean Françaix                          | französischer Komponist und Pianist                                                                             | 85    |       |
| 25. September | Jim Kemmy                              | irischer Politiker                                                                                              | 61    |       |
| 25. September | Hans-Jürgen Montag                     | deutscher Sport-Physiotherapeut                                                                                 |       |       |
| 25. September | Rudolf Opitz                           | deutscher Politiker (FDP), MdB                                                                                  | 77    |       |
| 25. September | Heinz Schmeißner                       | deutscher Architekt und Baubeamter                                                                              | 92    |       |
| 25. September | Egon Seefehlner                        | österreichischer Opernintendant                                                                                 | 85    |       |
| 26. September | Wolfgang Ebert                         | deutscher Satiriker und Romancier                                                                               | 74    |       |
| 26. September | Ernst Florey                           | österreichischer Neurobiologe                                                                                   | 70    |       |
| 26. September | Dorothy Kingsley                       | US-amerikanische Drehbuchautorin                                                                                | 87    |       |
| 26. September | Francisco Rotundo                      | argentinischer Bandleader, Tangopianist und Komponist                                                           | 77    |       |
| 26. September | Egon Scheibe                           | deutscher Flugzeugkonstrukteur                                                                                  | 88    |       |
| 26. September | Péter Zsoldos                          | ungarischer Science-Fiction-Schriftsteller                                                                      | 67    |       |
| 27. September | Atilio François Baldi                  | uruguayischer Radrennfahrer                                                                                     | 75    |       |
| 27. September | Ludwig Hobein                          | deutscher Polizeidirektor                                                                                       | 86    |       |
| 27. September | Walter Kempner                         | deutscher Mediziner                                                                                             | 94    |       |
| 27. September | Margot Mahler                          | bayerische Volksschauspielerin                                                                                  | 52    |       |
| 27. September | Oscar Parland                          | finnlandschwedischer Schriftsteller, Übersetzer und Psychiater                                                  | 85    |       |
| 27. September | Walter Trampler                        | deutscher Bratschist und Hochschullehrer                                                                        | 82    |       |
| 27. September | Rolf Ulrici                            | deutscher Schriftsteller                                                                                        | 75    |       |
| 28. September | Munir Baschir                          | irakischer Musiker                                                                                              |       |       |
| 28. September | Ho Feng Shan                           | chinesischer Diplomat, Judenretter                                                                              | 96    |       |
| 28. September | Wolfgang Köllmann                      | deutscher Politiker (CDU), Historiker, Hochschullehrer                                                          | 72    |       |
| 28. September | Günther Maul                           | deutscher Zoologe und Traxidermist                                                                              | 88    |       |
| 28. September | Lage Thunberg                          | schwedischer Generalleutnant                                                                                    | 92    |       |
| 28. September | Willard J. Turnbull                    | US-amerikanischer Geotechniker                                                                                  | 94    |       |
| 28. September | Elfriede Vey                           | deutsche Radrennfahrerin                                                                                        | 75    |       |
| 29. September | William A. Goddard                     | US-amerikanischer Ingenieur                                                                                     | 84    |       |
| 29. September | Roy Lichtenstein                       | US-amerikanischer Lehrer und Maler der Pop Art                                                                  | 73    |       |
| 29. September | Carlfritz Nicolay                      | deutscher Maler und Grafiker                                                                                    | 75    |       |
| 29. September | Georg Nowka                            | deutscher Segler                                                                                                | 86    |       |
| 29. September | Georges Pilloud                        | Schweizer Sänger und Radiomoderator                                                                             | ≈64   |       |
| 29. September | Fjodor Sacharowitsch Sacharow          | russisch-ukrainischer Maler                                                                                     | 78    |       |
| 29. September | Fritz Schär                            | Schweizer Radrennfahrer                                                                                         | 71    |       |
| 29. September | Wolodymyr Sternjuk                     | ukrainischer Geistlicher, griechisch-katholischer Weihbischof in Lemberg und Titularerzbischof von Marcianop... | 90    |       |
| 29. September | Franz Unikower                         | deutscher Jurist, Mitglied des Zentralrats der Juden in Deutschland                                             | 96    |       |
| 29. September | Karl-Ernst Wohlfarth-Bottermann        | deutscher Zellbiologe                                                                                           | 74    |       |
| 29. September | Aaron Wyner                            | US-amerikanischer Informatiker                                                                                  | 58    |       |
| 30. September | Erik Aalbæk Jensen                     | dänischer Schriftsteller                                                                                        | 74    |       |
| 30. September | Jazzbeaux Collins                      | US-amerikanischer Discjockey                                                                                    | 88    |       |
| 30. September | Rose Goldblatt                         | kanadische Pianistin und Musikpädagogin                                                                         | 84    |       |
| 30. September | Norbert Pawlik                         | deutscher Richter                                                                                               | 65    |       |
| 30. September | Hans Poetschki                         | deutscher Politiker (CDU), MdEP                                                                                 | 69    |       |
| 30. September | Wanda Wróblewska                       | polnische Regisseurin                                                                                           | 86    |       |
| September     | Ray Parslow                            | britischer Kameramann                                                                                           | 73    |       |